# Castanheira (Trancoso)
Castanheira ist eine Gemeinde (Freguesia) im portugiesischen Kreis Trancoso. In ihr leben 165 Einwohner (Stand 19. April 2021).